# 塩田美奈子
塩田 美奈子（しおだみなこ、1962年（昭和37年）1月14日 - ）は、日本の声楽家（ソプラノ）、ミュージカル歌手、音楽教育者。夫は元スペイン国立舞踊団プリンシパルダンサーのアントニオ・アロンソ。

## 経歴
神奈川県横浜市出身。1984年（昭和59年）国立音楽大学声楽学科卒業。1986年（昭和61年）同大学院声楽専攻（オペラ） 首席修了。1988年（昭和63年）文化庁オペラ研修所第6期修了。阿部富美子、小林一男、疋田生次郎に師事。
1988年（昭和63年）劇団四季『オペラ座の怪人』カルロッタでデビュー、175回の公演に出演。オペラデビューは同年10月の芸術祭主催 二期会レハール『メリー・ウィドウ』ポンテヴェドロ領事の妻シルヴィアーヌである。1989年（平成元年）二期会ヴェルディ『椿姫』ヴィオレッタに抜擢。1991年（平成3年）二期会ヴェルディ『リゴレット』ジルダを務め、ソプラノ・リリコ・レジェロ・ソステヌートの性質を活かした、その豊かな表現力と安定した歌唱力で一躍注目を浴び、各賞を獲得する。
1991年（平成3年）五島記念文化財団の留学生として1年間ミラノへ留学。ピエール・ミランダ・フェラーロに師事。
帰国後は、東京二期会、日生劇場などでモーツァルト『コジ・ファン・トゥッテ』、プッチーニ『ラ・ボエーム』、ヨハン・シュトラウス2世『こうもり』、『椿姫』他で活躍。1996年（平成8年）11月にはモノオペラ『カルメン』を演じ評価を高めた。新国立劇場ではこけら落しの團伊玖磨『建・TAKERU』、『こうもり』、三枝成彰『忠臣蔵』、『ラ・ボエーム』に出演している。さらには2003年（平成15年）東京室内歌劇場アンドレ・プレヴィン『欲望という名の電車』ステラ・コワルスキー（2006年（平成18年）再演）、2008年（平成20年）兵庫県立芸術文化センター佐渡裕プロデュース『メリー・ウィドウ』ハンナ・グラヴァリ、2009年（平成21年）神奈川県民ホール一柳慧『愛の白夜』アギリア、2011年（平成23年）兵庫県立芸術文化センター佐渡裕プロデュース『こうもり』ロザリンデ、2015年（平成27年）東京二期会・日生劇場ヨハン・シュトラウス2世『ウィーン気質』伯爵夫人など、主役級の活躍を続けている。また、劇団四季『マイ・フェア・レディ』イライザに出演するなど、オペラ歌手の枠を越えた才能を発揮している。
コンサートやリサイタルに関しても、1997年（平成9年）にはプラハの春国際音楽祭に招聘されリサイタルを開催、さらにベートーヴェン『第九』のソリストを務めている。この際に現地紙に“クリスタル・ヴォイス”と評される。1998年（平成10年）にもオペラティックリサイタルを公演。2007年（平成19年）スペイン音楽のリサイタルを開催し、スペイン歌曲やサルスエラのスペシャリストとしての地位を確立している。また、全国各地方縦断のリサイタルや、東日本大震災後には被災地でのチャリティーコンサートを行っている。2015年（平成27年）には青島広志の二期会オペラ講座『ウィーンにようこそ！ - ウィーンの歌、オペレッタ - 』に出演。2017年（平成29年）には洗足学園音楽大学公開セミナーの講師を務めている。また、レコーディング活動も活発である。
2020年（令和2年）現在は洗足学園音楽大学教授、国立音楽大学非常勤講師、二期会オペラ研修所講師として後進の指導にあたる傍ら、クラシックにとどまらず様々なジャンルに意欲的にトライし続けている。門下生には平野柚香、井上華那、出口未来、石原優、阿部祥子、田中優里、麻薛珊、佐藤香菜、安藤知里、shieri、池田史花、清水理沙、石井あみなどがいる。
二期会会員。二期会スペイン音楽研究会代表。

## 主な受賞歴
- 1984年（昭和59年）第4回日仏声楽コンクール入賞・激励賞[5]
- 1988年（昭和63年）第19回イタリア声楽コンコルソ第1位、シエナ大賞[6]
- 1992年（平成4年）1991年度（平成3年度）アリオン賞[5]
- 1992年（平成4年）五島記念文化賞オペラ新人賞[5]
- 1992年度（平成4年度）第20回ジロー・オペラ賞新人賞[29]
- 2004年（平成16年）ムシカ・コンポステラにてスペイン音楽のディプロマと第１位プレミオ、アンドレ・セゴビア賞[11]

## 主な楽界活動
- 第34回[30] - 第38回[31]イタリア声楽コンコルソ審査員（第33回以前は不明）

## 主なディスコグラフィー
オムニバス版の一部は、塩田美奈子歌唱の曲のみをMP3ダウンロードで入手できるものもある。
- CD すべてをあなたに 塩田美奈子、羽田健太郎 1994/10/21 日本コロムビア（アメリカン・ポップスのナンバーを、なかにし礼の訳詞で歌ったもの）
- CD 川の流れのように  - 美空ひばりをうたう 塩田美奈子 2001/5/29 日本コロムビア
- CD 天然の美 大正ロマンの歌 塩田美奈子、F.フィッシャー、コロムビア・オーケストラ 1995/7/21 日本コロムビア
- CD 恋のアランフェス/塩田美奈子 ベスト・セレクション 限定版 小原孝、羽田健太郎、榊原大 2000/9/30 日本コロムビア
- CD 愛を歌う 塩田美奈子、山川啓介、河原忠之、小原孝 1998/2/21 日本コロムビア
- CD 津軽のふるさと - ある古い歌の伝説 塩田美奈子、榊原大 1999/12/18 日本コロムビア
- CD プリマドンナ オペラ・アリア 集（日本語訳）塩田美奈子、飯森範親、東京フィルハーモニー交響楽団 1992/7/25 ファンハウス
- CD プリマドンナ オペラ・アリア集（原語ヴァージョン）塩田美奈子、飯森範親、東京フィルハーモニー交響楽団 1992/7/25 ファンハウス
- CD2枚組 レハール:オペレッタ『メリーウィドウ』全3幕 鮫島有美子 、二期会合唱団、塩田美奈子、佐藤征一郎、増井信貴、松尾葉子、東京交響楽団 1992/10/1 日本コロムビア
- CD2枚組 三木稔:オペラ『ワカヒメ』宇佐美瑠璃、塩田美奈子、平野忠彦、錦織健、飯森範親、東京交響楽団 1995/9/21 カメラータ・トウキョウ
- CD 二期会メンバーのプリマ・ドンナたちによる美しき日本語の歌 なごみの歳時記 オムニバス 2011/2/2 日本コロムビア
- CD 早春賦 - 日本の愛唱歌 オムニバス 2003/7/23 日本コロムビア
- CD 日本の愛唱歌 オムニバス 2000/3/18 日本コロムビア
- CD ザ・ベスト ソプラノで聴く日本の名曲 オムニバス 2008/11/19 コロムビアミュージックエンタテインメント
- CD ひばりクラシックス オムニバス 2010/5/29 コロムビアミュージックエンタテインメント
- CD NHKみんなのうた チュンチュンワールド - マジックカーニヴァル オムニバス 1995/8/19 日本コロムビア
- CD NHKみんなのうた りんごの木の下で オムニバス 2000/4/21 日本コロムビア
- CD NHKみんなのうた 夢みる森 オムニバス 1996/4/20 日本コロムビア
- CD NHKみんなのうた 響きの彼方へ－ オムニバス 1995/2/21 日本コロムビア
- CD J・クラシックス・サンプラー オムニバス 1996/7/20 日本コロムビア
- 極上日本の歌特盛  - 定番名曲ベスト50 オムニバス 2011/11/15 DENON
- リラクシング・ボイス - ジャパニーズソングBESTコレクション30 オムニバス 2013/4/16 COLUMBIA
- CDシングル あんたに惚れた 塩田美奈子、十束尚宏、東京シティ・フィルハーモニック管弦楽団 1993/10/25 ファンハウス
- CDシングル すべてをあなたに 塩田美奈子、羽田健太郎、MALTA 1994/12/21 日本コロムビア
- CDシングル 星空のオルゴール 塩田美奈子 1996/4/20 日本コロムビア
- DVD デンオン・Jクラシック・コンサート・ライヴ 2000/11/18 日本コロムビア

## 寄稿・掲載記事等
国立国会図書館デジタルコレクションによる。
- 音楽現代.21(3)(239)(芸術現代社、1991-03)インタビュー『リゴレット』でジルダを歌う/塩田美奈子
- 音楽の友.50(7)(音楽之友社、1992-07)スポットライト G・オピッツ 塩田美奈子/伊熊よし子、奥田佳道
- 音楽現代.24(12)(284)(芸術現代社、1994-12)インタビュー塩田美奈子(ソプラノ)--新録はアメリカン・スタンダード/編集部
- 音楽の友.52(12)(音楽之友社、1994-12)TRGULARS＆[連載・シリーズ]PeoPle/シュー・ツォン、ダニエル・ゲーデ、ポール・ナナコ、塩田美奈子、角聖子、田中修二
- 音楽の友.53(10)(音楽之友社、1995-10)[連載]私のポピュラー愛聴盤(7)シャンソン名曲集≪サ・セ・ラ・シャンソン≫/塩田美奈子
- 別册文藝春秋.(214)(文藝春秋、1996-01)わが心の町 広島/塩田美奈子
- 音楽の友.54(3)(音楽之友社、1996-03)[カラー]宮本亜門対談シリーズ(30)塩田美奈子/宮本亜門
- 近代中小企業.31(10)(419)(中小企業経営研究会、1996-09)MY WORKこの人この仕事--オペラ歌手 塩田美奈子さん/塩田美奈子
- サンデー毎日.75(12)(4134)(毎日新聞出版、1996-03)オペラの姫君の七変化 塩田美奈子･装いの夜/塩田美奈子
- 音楽の友.55(5)(音楽之友社、1997-05)特集(2)来日直前！メトロポリタン・オペラ最新案内/宮本亜門、 塩田美奈子、安楽真理子、ひのまどか、山田治生
- みえ:県政だより.2006年(9月)(266)電子書籍・電子雑誌 三重県広聴広報室 (三重県、2006-09-01)ゲストの塩田美奈子の歌をお楽しみください。全席指定大人2、500円（当日3、000円）高校生以下1、500円（当日2、000円）宝くじの助成により通常料金の約半額、前売りで完売した場合は当日券なし
- 広報けせんぬま.(12)電子書籍・電子雑誌 気仙沼市 秘書広報課(気仙沼市、2006-09-15)オペラ歌手「塩田美奈子」クリスタル・ヴォイスコンサートを開催
- グラフかごしま.平成19年(1月)(456)電子書籍・電子雑誌(鹿児島県、2007-01-01)○ゲスト塩田美奈子○入場料全席指定2、500円（当日3、000円）○入場券宝山ホールおよび各プレイガイドにて発売中宝くじスプリング・コンサート
- 岩手県教育年報.平成20年度版 電子書籍・電子雑誌 岩手県教育委員会(岩手県、2010-03)第174回塩田美奈子ソプラノ・リサイタル中ホール
- 広報多賀城:まちづくり情報誌.(458)電子書籍・電子雑誌 多賀城市総務部地域コミュニティ課(多賀城市、2010-01-01)塩田美奈子の美しい歌声と、東京ニューシティ管弦楽団 の演奏をお楽しみください。1月24日（日）開演／午後2時 市民会館大ホール全席指定一般2,500円高校生以下1,500円＊宝くじの助成
- 広報しろいし.平成23年(6月)(622)電子書籍・電子雑誌 白石市総務課(白石市、2011-06-01)塩田美奈子さん（ソプラノ）が東日本大震災により被災された市民の皆さまに、入場無料で支援コンサートを開催します。
- 広報しろいし.平成23年(8月)(624)電子書籍・電子雑誌 白石市総務課(白石市、2011-08-01)エレナさん・塩田美奈子さんによる「災害支援チャリティーコンサート」をしんきんホールで開催し、約150人の観客がピアノやサックスの音色、塩田さんの透き通るソプラノの声を楽しみました。
- 2011.3.11東日本大震災岩沼市の記録:震災から3年地域再生と復興への軌跡 電子書籍・電子雑誌 岩沼市(宮城県、2014-03)ソプラノ歌手の塩田美奈子さんが出演しました。

## 放送出演
- 1991年（平成3年）NHKニューイヤーオペラコンサート
- 1995年（平成7年：第2回）、1997年（平成9年：第4回）、1998年（平成10年：第5回）、2002年（平成14年：第9回）NHK家族で選ぶにっぽんの歌
- 1997年（平成9年）NHK教育 トゥトゥアンサンブル
- テレビ朝日『題名のない音楽会』
- 文化放送『土曜ワイドBAOBAB』